# Pélés hår

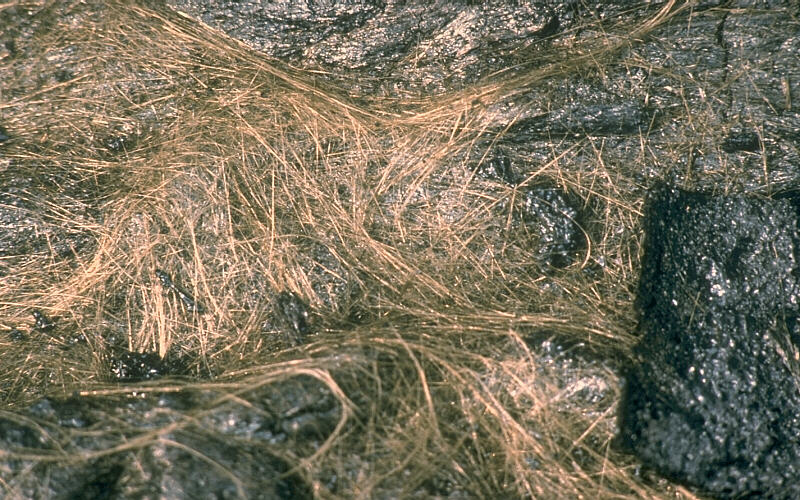
Pélés hår.

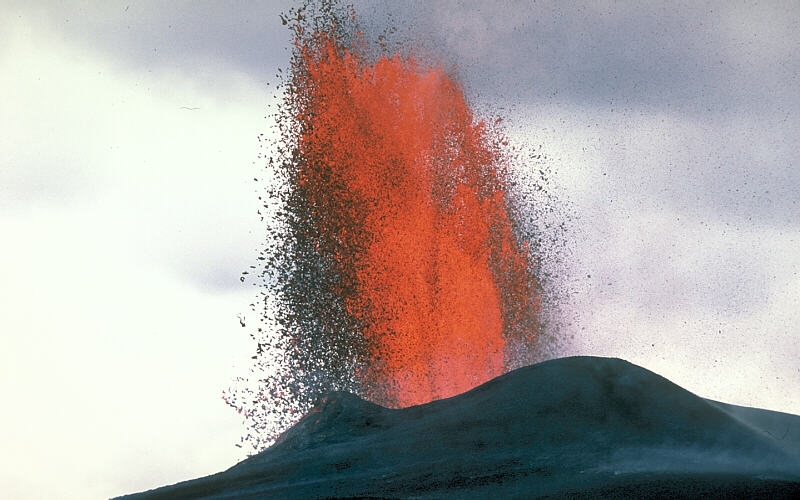
Lavafontän från vulkanen Kilauea i Hawaii.

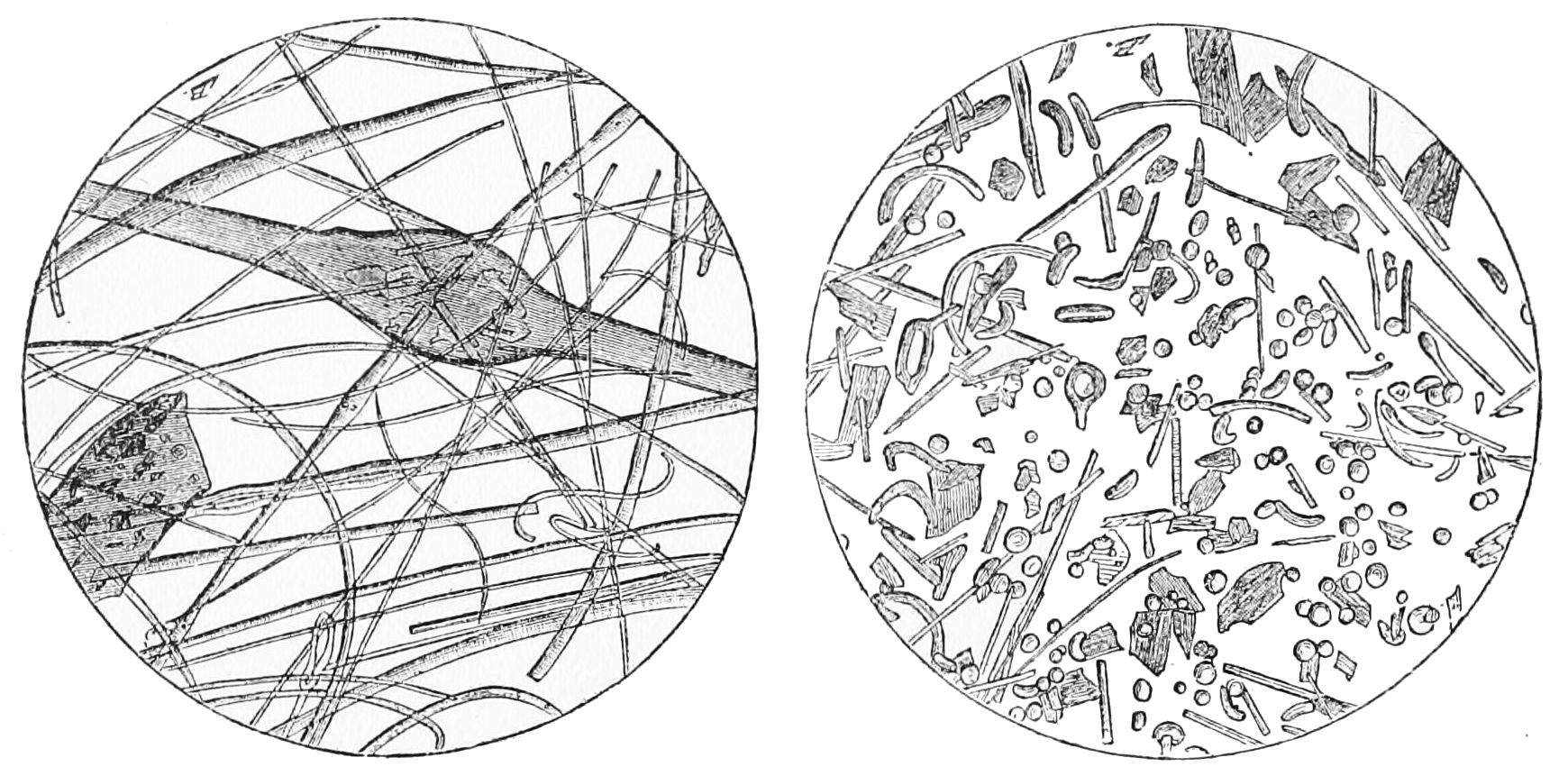
Pélés hår genom ett mikroskop med en förstoring på 15 (vänster) respektive 100 gånger (höger).

Pélés hår är namnet på en extrusiv magmatisk bergart som blivit uppkallad efter den mytiska hawaiianska eldgudinnan Pélé. Pélés hår är tunna trådar på cirka 1 mm i diameter bestående av basaltiskt glas. De uppstår genom att mycket lättflytande basaltisk magma snabbt avkyls i så kallade lavafontäner. Avkylningen går så snabbt att magman stelnar i luften. En sköldvulkan som kan bilda Pélés hår är Kilauea på ön Hawaii. Mer droppformade varianter kallas istället pélés tårar.